# Hassan Loo Sattarvandi
Hassan Loo Sattarvandi, född 10 maj 1975 i Teheran, Iran är en svensk författare. Han kom till Sverige som treåring och växte upp i Hagalund,  Solna kommun,  Stockholms län. 
Sattarvandis debutroman Still utkom 2008 och skildrar några unga mäns liv i Hagalund. Still belönades med Katapultpriset för 2008 års bästa debut, och var nominerad till ett flertal priser, däribland Borås Tidnings debutantpris. 
Hans andra roman, Belägring utkom 2011. Liksom debuten utspelar den sig i Hagalund och skildrar delvis samma karaktärer, men 15 år tidigare. Belägring hyllades av recensenterna och nominerades till Tidningen Vi:s litteraturpris samt till Sveriges Radios Romanpris. 
Sattarvandi var en av manusförfattarna bakom filmen Snabba Cash.

## Priser och utmärkelser
- 2009 – Katapultpriset för Still
- 2012 – Albert Bonniers stipendiefond för yngre och nyare författare